# Рейнальдо Галідо
Рейнальдо Галідо (англ. Reynaldo Galido; 1 травня 1975) — філіппінський боксер, чемпіон Азійських ігор.

## Аматорська кар'єра
На Азійських іграх 1994 переміг трьох суперників і став чемпіоном.
На чемпіонаті Азії 1995 переміг трьох суперників, а у фіналі програв Болату Ніязимбетову (Казахстан).
На Олімпійських іграх 1996 програв в першому бою Октай Уркал (Німеччина).
На чемпіонаті Азії 1997 програв Паркпум Джангфонак (Таїланд).
На Азійських іграх 1998 програв в другому бою Мухаммадкадиру Абдуллаєву (Узбекистан).
На чемпіонаті Азії 1999 програв в другому бою Паркпум Джангфонак (Таїланд).